# كريس يونغ (لاعب كرة قاعدة)
كريس يونغ (بالإنجليزية: Chris Young) (و. 1983  م) هو لاعب كرة قاعدة أمريكي، ولد في هيوستن، مركز لعبه هو لاعب وسط ‏.

## التعليم
تعلم في Bellaire High School (Texas) ‏
.

## جوائز
حصل على جوائز منها:

Major League Baseball All-Star ‏ (13 يوليو 2010)

## روابط خارجية
- كريس يونغ على موقع دوري كرة القاعدة الرئيسي (الإنجليزية)
- كريس يونغ على موقعبيزبول رفرنس.كوم (الدوري الرئيسي) (الإنجليزية)
- كريس يونغ على موقعبيزبول رفرنس.كوم (الدوري الثانوي) (الإنجليزية)
- كريس يونغ على موقع إي إس بي إن.كوم (أم.أل.بي) (الإنجليزية)
- كريس يونغ على موقع مشجعي الرسوم البيانية (الإنجليزية)